# Mościska (Czarnca)
Mościska – przysiółek wsi Czarnca w Polsce, położony województwie świętokrzyskim, w powiecie włoszczowskim, w gminie Włoszczowa.
W latach 1975–1998 przysiółek administracyjnie należał do województwa kieleckiego.
Według stanu z dnia 4 lutego 2014 roku wieś zamieszkiwało 17 mieszkańców.

## Położenie
Wieś położona jest około 2 kilometrów na północ od Czarncy, w pobliżu Kuzek. Od strony północnej, zachodniej i wschodniej otoczona lasami, a od strony południowej przebiegają tory kolejowe linii nr 61. W pobliżu miejscowości znajduje się przystanek kolejowy Czarnca, nastawnia posterunku odgałęźnego łącznicy nr 571 w kierunku Knapówki, a także firma Strunobet Migacz. Ponadto nieopodal wsi biegnie droga wojewódzka nr 786 z Częstochowy do Kielc oraz Centralna Magistrala Kolejowa.

## Historia

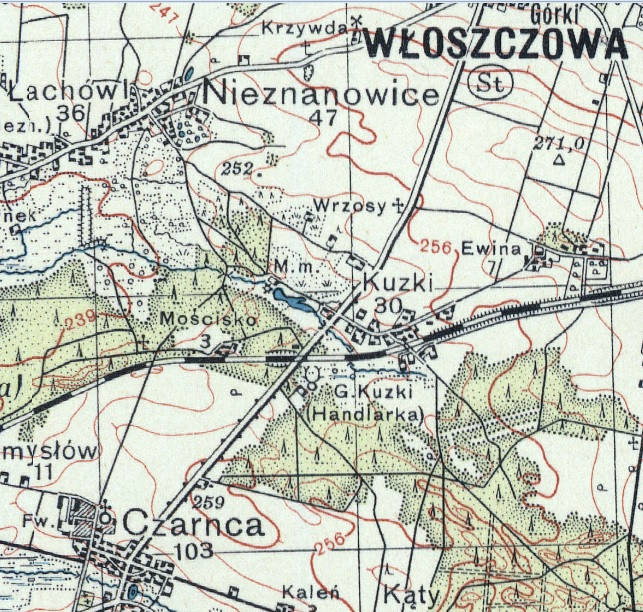
Mościska na mapie opracowanej przez Wojskowy Instytut Geograficzny w 1936 roku.

Wieś powstała w miejscu dawnej leśniczówki, która istniała w tym miejscu na początku XIX wieku. Jako pierwszy na stałe osiedlił się tutaj Stefan Tomczyk wraz z żoną. Na początku XX wieku obok wsi rozpoczęto prace pod budowę kolei herbsko- kieleckiej, która połączyła Kielce z Lublińcem, przez Włoszczowę, Koniecpol, Częstochowę i Herby. Budowę szerokotorowego odcinka obok wsi ukończono do 1911 roku. W trakcie I wojny światowej, posuwające się na wschód wojska niemieckie przebudowały ten szlak na normalnotorowy. W czasie II wojny światowej wieś podlegała administracji niemieckiej. W 1951 roku obok wsi rozpoczęto prace nad budową drugiego toru kolejowego. Na początku lat 70. XX wieku we wsi stacjonowały oddziały ludowego wojska polskiego, w związku z budową na tym odcinku Centralnej Magistrali Kolejowej, która również przebiega niedaleko. W 1971 roku po staraniach mieszkańców do wsi została doprowadzona napowietrzna linia elektroenergetyczna średniego napięcia. W miejscowości znajduje się kapliczka z 1938 roku ufundowana przez Władysława Szczerbińskiego.
W roku 2014 wieś liczyła 4 rodziny, przynależą one do parafii pw. Św. Floriana w Czarncy. Struktura wiekowa jej mieszkańców jest zróżnicowana i wynosi od 13 do 83 lat. Część mieszkańców posiada małe gospodarstwa rolne, nastawione na produkcję na użytek własny. Wieś posiada również podłączenie do sieci wodociągowej, do 2020 roku ma również uzyskać podłączenie do sieci kanalizacyjnej.